# جون ألكوك (أستاذ جامعي)
جون ألكوك (بالإنجليزية: John Alcock)‏ هو عالم حشرات أمريكي، ولد في 13 نوفمبر 1942.